# Walter de la Wyle
Walter de la Wyle est un prélat anglais mort le 3 ou le 4 janvier 1271. Évêque de Salisbury de 1263 à sa mort, il est le fondateur de l'église Saint-Edmond (en) de Salisbury.

## Biographie
Walter de la Wyle sert l'évêque Robert de Bingham (en) comme chapelain avant d'être nommé gardien d'un pont sur l'Avon desservant l'hôpital Saint-Jean. Il est élu sous-chantre du chapitre de chanoines de la cathédrale de Salisbury, avec pour responsabilité de superviser le culte lors du service de la cathédrale. Il s'agit alors d'un poste particulièrement prestigieux, puisque le rite de Sarum, liturgie en usage à la cathédrale de Salisbury, est en train de devenir le plus populaire d'Angleterre. Après la mort de l'évêque Giles de Bridport (en), il est élu pour lui succéder le 29 janvier 1263 et il est sacré le 27 mai 1263.
Il fonde l'église Saint-Edmond (en) en 1269. Vers la même date, une nouvelle paroisse de Saint-Edmond est créée pour répondre aux besoins de la population croissante de Salisbury.
Walter de la Wyle meurt le 3 ou 4 janvier 1271.